# كيسي سيلفر
كيسي سيلفر (بالإنجليزية: Casey Silver)‏ هو منتج أفلام أمريكي، ولد في 1946.

## وصلات خارجية
- كيسي سيلفر على موقع IMDb (الإنجليزية)
- كيسي سيلفر على موقع بوكس أوفيس موجو (الإنجليزية)
- كيسي سيلفر على موقع قاعدة بيانات الفيلم (الإنجليزية)